# Нові Обиходи (зупинний пункт)
Нові Обиходи (колишній — 68 км) — пасажирський залізничний зупинний пункт Жмеринської дирекції Південно-Західної залізниці на одноколійній неелектрифікованій лінії Вінниця — Гайсин між станціями Кароліна (9 км) та Самчинці (4 км). Розташований в селі Самчинці Гайсинського району Вінницької області.

## Пасажирське сполучення
З 13 грудня 2015 року відновлено рух приміських поїздів сполученням Вінниця — Гайворон.
З 5 жовтня 2021 року в складі поїзда курсують вагони безпересадкового сполучення Гайворон — Київ по днях тижня (купейний та плацкартний), на які потрібно придбати проїзні документи заздалегідь.
До власне Нових Обиходів від зупинного пункту відстань близько 1 км через село Самчинці. Також зупинним пунктом користуються мешканці села Коржівка (за 4 км).